# فرديناند شال
فرديناند شال (بالألمانية: Ferdinand Schaal)‏ (و. 1889 – 1962 م) هو ضابط، ومقاوم عسكري ألماني، ولد في فرايبورغ، بدأ مشواره المهني سنة 1908، توفي في بادن بادن، عن عمر يناهز 73 عاماً.

## الخدمة العسكرية
خدم في الجيش الألماني.

## جوائز
حصل على جوائز منها:
- وسام الاستحقاق البافاري
- وسام الفارس الصليبي الحديدي